# Karczowina
Karczowina – przysiółek wsi Sądrożyce w Polsce, położony w województwie dolnośląskim, w powiecie oleśnickim, w gminie Twardogóra. Wchodzi w skład sołectwa Sądrożyce.
W latach 1975–1998 przysiółek należał administracyjnie do województwa wrocławskiego.